# ジョージ土門
ジョージ土門（ジョージ どもん、1951年1月12日 - 2007年12月20日）は、日本の占い師・西洋占星術研究家・タロット占い師。

## 略歴
1951年1月12日午前10時、魚津市生まれ。2007年12月20日逝去。亜琴大として活動後、改名。辛島宣夫に師事。西洋占星術、タロット占い師として東京占星学スクール校長を務めた。日本占術協会の理事をしていたこともある。

## 著作
- 『愛のカード占い Cards know our love and future』（ナツメ社）
- 『あなたの運勢がわかる新トランプ占い 』（日東書店）
- 『幸せをよぶタロット占い』（新星出版社）　他多数。